# Newland (North Carolina)
Newland is een plaats (town) in de Amerikaanse staat North Carolina, en valt bestuurlijk gezien onder Avery County.

## Demografie
Bij de volkstelling in 2000 werd het aantal inwoners vastgesteld op 704.
In 2006 is het aantal inwoners door het United States Census Bureau geschat op 667, een daling van 37 (-5,3%).

## Geografie
Volgens het United States Census Bureau beslaat de plaats een oppervlakte van
1,7 km², geheel bestaande uit land. Newland ligt op ongeveer 1076 m boven zeeniveau.

## Plaatsen in de nabije omgeving
De onderstaande figuur toont nabijgelegen plaatsen in een straal van 12 km rond Newland.